# Cours Suchet

Le cours Suchet est une voie du 2e arrondissement de Lyon, située dans le quartier Perrache. Il traverse la Presqu'île dans sa largeur, débutant à l'est quai Perrache, sur le Rhône, et aboutissant à l'ouest quai Rambaud, sur la Saône. Il s'agit d'une des principales rues du quartier Sainte-Blandine dans la direction est-ouest.
Le cours est nommé en l'honneur de Louis-Gabriel Suchet, maréchal du Premier Empire né à Lyon,.

## Situation et accès
Situé juste au sud de la gare Perrache, le cours Suchet est coupé par le cours Charlemagne et est desservi par les tramways   et   via l'arrêt Place des Archives ainsi que par les bus S1, 63 et 393.
Le cours borde la caserne de pompiers de Lyon Confluence entre le cours Charlemagne et la rue Smith, puis les anciennes prisons Saint-Paul et Saint-Joseph, aujourd'hui reconverties en campus universitaire. À l'ouest, il passe sous la voie ferrée Perrache-Saint-Étienne.

## Histoire
Le cours est créé dès les années 1820.
La prison Saint-Joseph y est ouverte en 1831, complétée en 1865 par la prison Saint-Paul. Après leur fermeture en 2009, l'Université catholique de Lyon y ouvre un site en 2015.

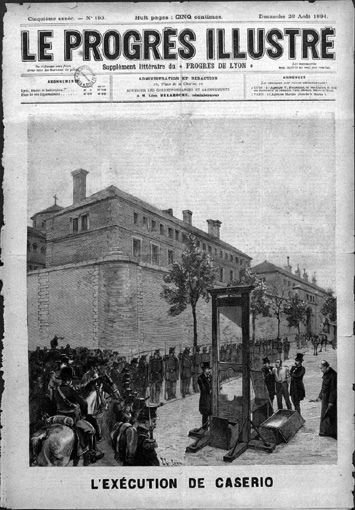
Exécution de Caserio en 1894, avec la prison en arrière-plan.

Sante Geronimo Caserio, l'assassin de Sadi Carnot, y est guillotiné publiquement le 16 août 1894 à l'angle avec la rue Smith, devant la prison Saint-Paul.